# Taylor Atelian
Taylor Atelian (Santa Bárbara, California; 27 de marzo de 1995) es una actriz estadounidense.
Atelian interpreta el personaje de Ruby, la hija mayor de Jim Belushi y Courtney Thorne-Smith en la comedia El mundo según Jim, transmitida por ABC. Apareció en el video musical Brad Paisley's "Celebrity", con Billi Bruno, actriz de El mundo según Jim quien interpreta a Gracie. Ha sido nominada en 2006, 2005, 2004, 2003 y 2002 al Premio como mejor Artista Juvenil por la mejor actuación en series de TV. Apareció en un comercial promoviendo el V-Chip, junto con Jim Belushi, Larry Joe Campbell y Billi Bruno.